# 리본 매듭
리본 매듭(ribbon knot) 또는 신발끈 매듭(shoelace knot) 은 오랜 전통에서 의류의 리본을 매듭짖거나 구두의 끈 또는 보자기의 끈을 묶는 방법으로도 잘 알려져 있다.  이러한 실생활에서의 빈번한 묶고 푸는 반복의 상황을 반영하듯이 리본 매듭은 매듭하는 방법중 묶음과 동시에 풀수있는 것도 쉽게하기 위한 주요한 기능을 보여준다. 이러한 매듭의 원리는 끈 자체의 양방향성에서 한쪽 방향은 매듭 본연의 기능인 단단히 대상을 묶어주는 기능을 갖고있는 한편 다른 반대 방향은 매듭을 쉽게 풀수있는 기능을 갖는다. 따라서 한줄에서의 매듭이 양방향에서 서로 다른 2개의 기능을 가지고 있게 되는셈이다.

## 전통적인 리본매듭들
|                             |                   |                 |
| 목과 옷등을 여미는 리본매듭 | 머리카락 리본매듭 | 보자기 리본매듭 |

## 신발끈 매듭을 묶는 방법
|  | 옭매듭 과 사각매듭의 응용 |
|  | 옭매듭과 고리매듭의 응용  |

## 응용
이러한 단단히 묶을 필요성도 있지만 동시에 쉽게 풀수도 있는 리본 매듭은 이러한 맥락의  좀더 복잡한 상황을 위해 특수한 기능이 더해진 보우라인 매듭 또는 더욱 그 기능이 복잡해지는 쌀포대나 소금포대의 포대 실 매듭 방법으로 응용되기도 한다.

## 같이 보기
- 매듭 종류
- 옭매듭
- 8자매듭
- 나비 매듭